# Vallée d'Aoste Vive
Vallée d'Aoste Vive fou un moviment polític autonomista que proposà a la Vall d'Aosta l'establiment d'un autogovern responsable fonamentat en la solidaritat social i la dignitat de l'individu.

## Història
El moviment, fundat el 4 de desembre de 2005, neix de l'experiència d'Aosta Viva, llista cívica constituïda amb antics militants d'Unió Valldostana i representants de la societat civil, que va fer la seva presentació a les eleccions municipals d'Aosta de 2005, en coalició amb alguns partits de centreesquerra, presentant com a candidat el fundador del moviment, Roberto Louvin.
Seguidament va decidir allargar el seu camp d'acció, passant de la ciutat d'Aosta a tota la Vall, segons la carta de principis signada a Pollein el juny de 2005.
A les eleccions legislatives italianes de 2006 formà part d'Autonomia Llibertat Democràcia, coalició que aplegava autonomistes i centreesquerra, que es presentà al col·legi uninominal valldostà amb la llista Autonomia Llibertat Democràcia, escollint dos parlamentaris.
El 28 de gener de 2008 el secretari del moviment, Paolo Louvin, va remetre al coordinador de l'autonomista Renouveau Valdôtain, Albert Chatrian, un document polític que proposa una aliança orgànica entre ambdós partits de cara a les eleccions regionals de la Vall d'Aosta de 2008. El 26 de juny de 2008 fou elegit secretari del moviment Guido Dondeynaz.
El 10 de febrer de 2010, es va dissoldre dins Autonomie Liberté Démocratie, que esdevé Autonomie Liberté Participation Écologie (ALPE) en 2011.